# Дезире Уилсън
Дезире Уилсън (Desiré Randall Wilson) е пилотка от Формула 1, сред 5-те жени, участвали в световния шампионат.
Родена е на 26 ноември 1953 година в Бракпан, ЮАР.

## Формула 1
Дезире Уилсън прави своя дебют във Формула 1 в Голямата награда на Великобритания през 1980 година. В световния шампионат записва 1 състезание, като не успява да спечели точки. Състезава се с частен Уилямс.